# Sir Lyngbjerg
Sir Lyngbjerg er en del af et område, som tidligere hed "Krunderup Bakker". 
I 1867 oprettedes en skytteforening, Naur-Sir Skyttekreds, på initiativ af den fra Sønderjylland stammende lærer Hans Jørgen Hansen, der i 1863 var blevet ansat som degn ved Sir Skole, og som – inspireret af hans hjemegns afståelse i 1864 – ønskede at gøre den opvoksende ungdom i stand til at forsvare sig med våben i hånd for derved at forhindre, at nederlaget skulle kunne gentage sig. I forbindelse hermed blev Sir Lyngbjerg anvendt til skydeøvelser.

## Mindesten og folkemøder
Efter nogen tid begyndte man at afholde foredragsmøder og folkefester i bakkerne med såvel kirkelige som folkelige talere. Ved et af disse årlige møder i 1877 foreslog en af talerne at rejse en mindestøtte for grundlovens giver, kong Frederik 7., hvilket forslag vandt bifald. Der blev nedsat en komité for at indsamle frivillige bidrag og allerede i 1878 kunne mindestenen indvies. Det skete grundlovsdag den 5. juni, idet daværende folketingsmedlem Niels Jokum Termansen holdt festtalen ved et arrangement, som talte op imod 3.000 deltagere. Mindestøtten, som bestod af en høj stensøjle med en bronzebyste af kongen øverst, "blev placeret på et Bakkedrag nøje i Skellet mellem de to Sogne Naur og Sir".
I forbindelse med afsløringen af mindestenen blev gjort et nyt forslag, denne gang om at de lyngklædte bakker skulle tilplantes. Også dette forslag vandt bifald, og, som Holstebro Dagblad skrev: "paa Forslag af daværende By- og Herredsfoged Bekker i Holstebro, blev der paa Stedet iværksat en indsamling. Hvor meget der indkom ved denne Indsamling, foreligger der ikke Regnskab for, men man blev enige om at nedsætte et Udvalg til at fremme Sagen". Der blev nedsat en ny komité, der skulle forestå køb af arealerne gennem et dertil oprettet aktieselskab. Den 10. juni 1879 blev Aktieselskabet Krunderup Plantage stiftet, hvilket solgte aktier á 50 kr og i henhold til bestemmelserne skulle nyde overskuddet ved møder og fester. Den nyvalgte bestyrelse for aktieselskabet tog kontakt til Hedeselskabet for at få råd og støtte ved tilplantningen af bakkerne. Aktieselskabet Krunderup Plantage blev kendt som "Sir Lyngbjerg Plantage" og antog i 1904 dette navn som officielt for selskabet.
Gennem årene blev rejst yderligere mindesten i området:
i 1881 for den da nyligt afdøde enkedronning Caroline Amalie, der i året 1841 havde ydet bidrag til opførelse af Sir Skole;
i 1888, da man markerede 100-året for stavnsbåndets ophævelse med en 5 alen høj obelisk af bornholmsk granit;
i 1923 over Hans Jørgen Hansen, der havde været drivkraft bag talrige tiltag på egnen, herunder folkefesterne i Sir Lyngbjerg;
i 1929, da Sir Lyngbjerg fejrede sit 50-årsjubilæum, blev afsløret en mindesten i denne anledning;
i 1930 i anledning af tiåret for Genforeningen i 1920 blev rejst endnu en mindesten. Ved denne fest var Kaj Munk en af talerne.
i 1938 blev der rejst en mindesten for Mads Bertelsen Bjerre, der havde virket for at afprøve og udbrede kendskabet til brugen af bælgplanters kvælstofbindende evne og havde modtaget Landhusholdningsselskabets sølvbæger i denne anledning og som tillige havde medvirket ved oprettelsen i 1885 af Ringkøbing Amts Indkøbsforening og senere, da Ringkøbing Amts Vareindkøbsforening blev oprettet.
Sir Lyngbjerg var i anden halvdel af 1800-tallet og første halvdel af 1900-tallet fast samlingssted for folkemøder, her under et folkeligt møde på grundlovsdag og et kirkeligt møde Sankt Hansdag. Disse møder havde ofte flere tusinde deltagere og der blev i deres anledning rejst flagstænger og opstillet pavilloner. Senere, fra 1915 til 1954, havde man en ”mødesal” i bakkerne, der kunne bruges i tilfælde af dårligt vejr.
Under den tyske besættelse 1940-1945 skete der en opblomstring for møderne, idet dog grundlovsmødet i 1940 blev forbudt af besættelsesmagten. Efter krigen svandt folkemøderne ind.
En sidste mindesten blev afsløret i forbindelse med Sir Lyngbjergs 100-årsjubilæum i 1979.